# Усть-Ашап
Усть-Ашап — деревня в Бардымском районе Пермского края при впадении реки Ашап в Тулву. Входит в состав Сарашевского сельского поселения.

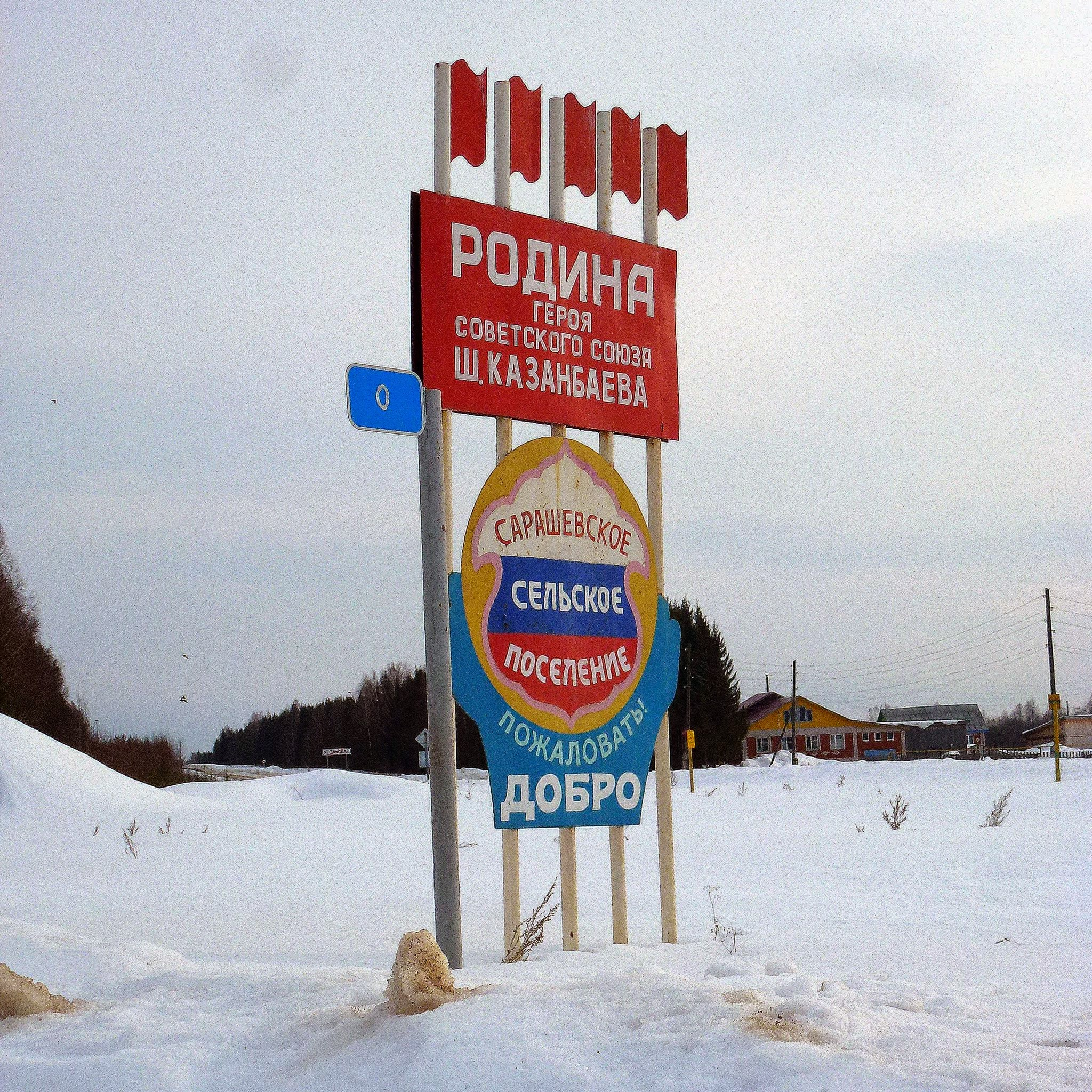

По результатам переписи 2010 года численность населения составила 99 человек, в том числе 40 мужчин и 59 женщин.
В 2005 году численность населения составляла 124 человека.
Находится примерно в 13 км к юго-востоку от центра села Барда.